# Anna Seidel (Shorttrackerin)
Anna Seidel (* 31. März 1998 in Dresden) ist eine deutsche ehemalige Shorttrackerin. Sie startete für den Eislauf-Verein Dresden.

## Karriere
Seidel wechselte nach Anfängen in der Leichtathletik mit neun Jahren zum Shorttrack und bestritt dort in der Saison 2007/08 ihre ersten Wettkämpfe als E-Juniorin. In den folgenden Saisons gelangen ihr mehrere Erfolge, darunter deutsche Meistertitel bei den Juniorinnen sowie ein dritter Platz beim Europacup im März 2013. Die Teilnahme bei den Juniorenweltmeisterschaften im Februar 2013 in Warschau endete mit dem 40. Rang unter 67 Starterinnen. Mit diesen Ergebnissen qualifizierte sich die 15-Jährige für den Shorttrack-Weltcup, in dem sie im September 2013 zum ersten Mal eingesetzt wurde. Zunächst blieb der 27. Platz auf der 1500-Meter-Strecke beim Weltcupauftakt in Shanghai ihr bestes Ergebnis, bis sie bei den Wettkämpfen im russischen Kolomna auf der gleichen Distanz das Halbfinale erreichte, dort vom Ausscheiden ihrer Konkurrentinnen profitierte und als Zweite des Laufes das A-Finale der besten Sechs erreichte. Dies war gleichbedeutend mit der Qualifikation für die Olympischen Winterspiele 2014 in Sotschi, was unter den deutschen Shorttrackern außer Seidel nur dem 500-Meter-Sprinter Robert Seifert gelungen war. Im weiteren Verlauf der Saison, deren Planung eigentlich auf die Junioren-WM ausgerichtet war, kam Seidel vor Olympia nur noch zu einem Staffeleinsatz bei der Europameisterschaft, dort verpasste sie gemeinsam mit Julia Riedel, Tina Grassow und Bianca Walter als Halbfinaldritte knapp das Finale.

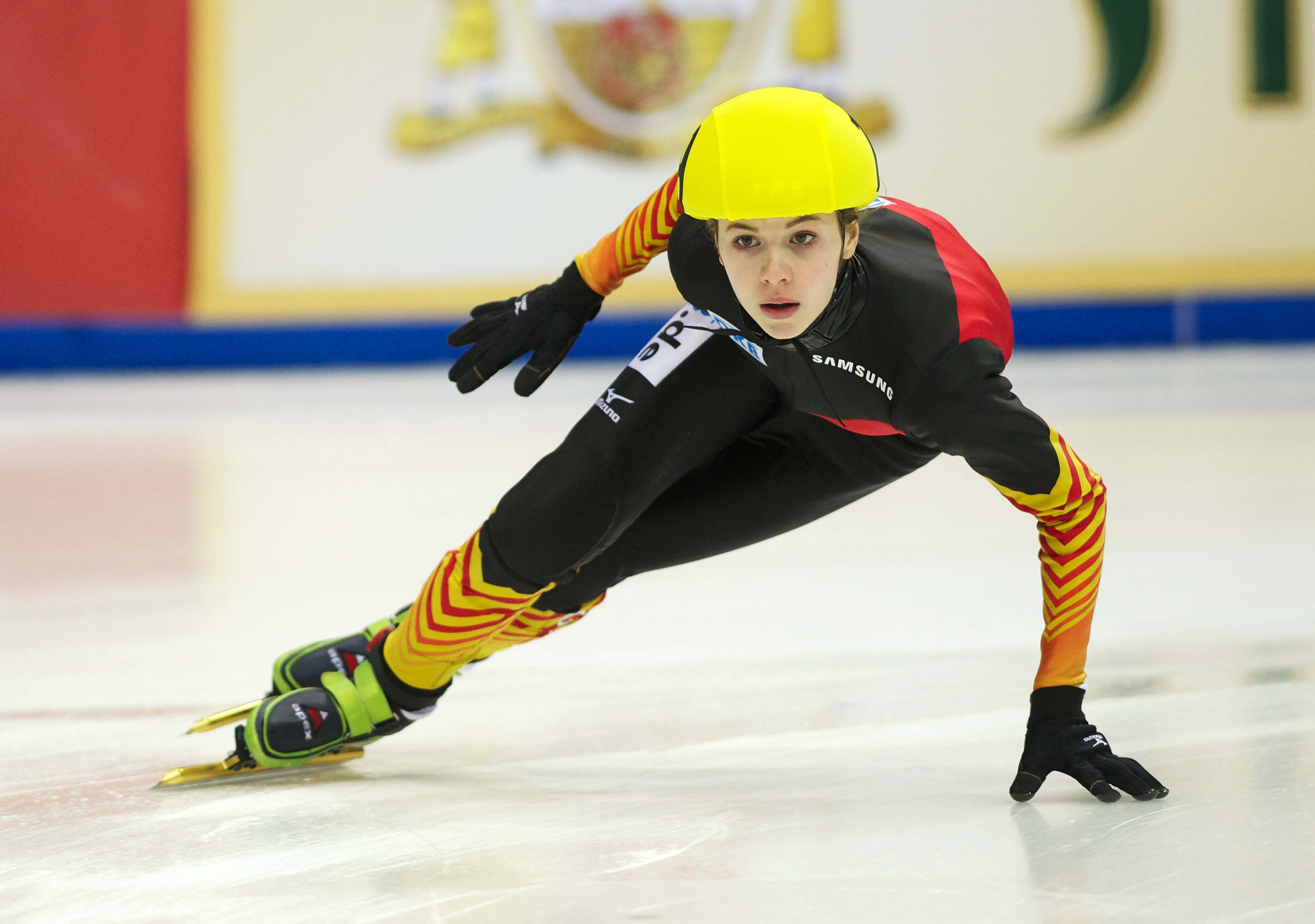
Anna Seidel (2014)

Seidel wurde bereits in der ersten Runde im Dezember 2013 vom DOSB für das deutsche Olympiateam nominiert. Dort war die Schülerin des Sportgymnasiums Dresden das zweitjüngste Mitglied hinter der neun Monate jüngeren Skispringerin Gianina Ernst. In Sotschi erreichte Seidel die Halbfinalläufe, wo sie zwar den nationalen Rekord ihrer Teamkollegin Christin Priebst verbesserte, jedoch nicht ins Finale kam und nach dem Sieg der chinesischen Titelverteidigerin Zhou Yang den 17. Rang belegte. Bei den Shorttrack-Weltmeisterschaften im März 2014 schied Seidel über die 1500 m und die 500 m jeweils im Vorlauf aus.
Beim Weltcup im Dezember 2015 in Nagoya erzielte Anna Seidel mit Platz zwei über 500 m das bis dahin beste Weltcup-Ergebnis der deutschen Shorttrack-Damen. Bei den Shorttrack-Europameisterschaften 2016 auf der Olympiabahn in Sotschi gewann sie über 1000 m die Bronzemedaille. Auch bei den Olympischen Jugend-Winterspielen 2016 in Lillehammer gewann sie über 1000 m Bronze.
Im Juni 2016 zog sich Seidel während des Trainings eine Fraktur des zwölften Brustwirbels zu. Bei den Weltmeisterschaften 2017 in Rotterdam erreichte sie Rang 14 über die 500 m, Rang 20 über 1000 m und Rang 23 über 1500 m. Im Gesamtklassement belegte sie Platz 17. Bei den Europameisterschaften 2018 in Dresden holte Seidel die Bronzemedaille über 1000 m. Im Dezember 2018 absolvierte sie die Grundausbildung bei der Bundeswehr und gehört seitdem der Sportfördergruppe Frankenberg an. Bei den Europameisterschaften 2020 in Debrecen gewann sie über 1500 m die Bronzemedaille.
Bei den Europameisterschaften 2021 in Danzig gewann Seidel die Silbermedaille über 1500 Meter und im Mehrkampf sowie Bronze über 1000 Meter.
Bei den Olympischen Winterspielen 2022 in Peking startete sie als einzige Deutsche im Shorttrack. Es war nach Sotschi 2014 und Pyeongchang 2018 ihre dritte Olympiateilnahme. Entgegen ursprünglichen Plänen entschied sie sich bereits im Vorfeld, ihre Karriere nach den Spielen fortzusetzen. Bei den Spielen schied sie über 1500 Meter im Viertelfinale aus, als sie bei einem Überholmanöver stürzte. Zudem wurde sie nach Ende des Rennens wegen Behinderung einer Mitläuferin disqualifiziert. Bei den Europameisterschaften im Januar 2023 in Danzig gewann sie eine Bronzemedaille über 1500 m, während sie im Finale über 1000 m durch den Fehler einer Konkurrentin aus der Bahn geworfen wurde. Die Weltcupsaison 2023/24 ließ sie wegen Erschöpfung aus.
Seidel ist Dresdner Sportlerin des Jahres 2023.
Am 24. März 2024 gab sie in Dresden ihr Karriereende bekannt.

## Privates
Seidel lebt in Dresden und in den USA, in Detroit. Sie ist mit dem Eishockeyspieler Moritz Seider, der in der NHL spielt, liiert. Neben ihrer Verpflichtung als Sportsoldatin studiert sie seit 2018 in einem Fernstudium BWL und Internationales Management.

## Erfolge

### Olympische Spiele
- 2014 Sotschi: 17. Platz 1500 m
- 2018 Pyeongchang: 15. Platz 500 m, 16. Platz 1500 m
- 2022 Peking: DSQ 1500 m

### Weltmeisterschaften
- 2014 Montreal: 21. Platz 1500 m, 26. Platz Mehrkampf, 26. Platz 500 m, 28. Platz 1000 m
- 2015 Moskau: 22. Platz 1500 m, 40. Platz Mehrkampf
- 2016 Seoul: 11. Platz 1000 m, 19. Platz Mehrkampf, 19. Platz 500 m, 21. Platz 1500 m
- 2017 Rotterdam: 14. Platz 500 m, 17. Platz Mehrkampf, 20. Platz 1000 m, 23. Platz 1500 m
- 2019 Sofia: 7. Platz 1000 m, 8. Platz 1500 m, 11. Platz Mehrkampf, 21. Platz 500 m
- 2022 Montreal: 6. Platz 1000 m, 10. Platz 1500 m, 10. Platz Mehrkampf, 16. Platz 500 m
- 2023 Seoul: 11. Platz 1000 m, 19. Platz 1500 m, 39. Platz 500 m

### Europameisterschaften
- 2014 Dresden: 6. Platz Staffel
- 2015 Dordrecht: 6. Platz 1000 m, 9. Platz 500 m, 10. Platz Mehrkampf, 21. Platz 1500 m
- 2016 Sotschi: 3. Platz 1000 m, 4. Platz 1500 m, 5. Platz Staffel, 6. Platz Mehrkampf, 9. Platz 500 m
- 2018 Dresden: 3. Platz 1000 m, 4. Platz Staffel, 6. Platz Mehrkampf, 10. Platz 500 m, 13. Platz 1500 m
- 2019 Dordrecht: 6. Platz Staffel, 7. Platz 500 m, 13. Platz Mehrkampf, 17. Platz 1000 m, 28. Platz 1500 m
- 2020 Debrecen: 3. Platz 1500 m, 5. Platz Staffel, 9. Platz Mehrkampf, 12. Platz 500 m, 25. Platz 1000 m
- 2021 Danzig: 2. Platz Mehrkampf, 2. Platz 1500 m, 3. Platz 1000 m, 5. Platz Staffel, 12. Platz 500 m
- 2023 Danzig: 3. Platz 1500 m, 4. Platz 500 m, 4. Platz 1000 m, 6. Platz Mixed-Staffel

### Persönliche Bestzeiten
| Distanz | Zeit         | Datum            | Ort            |
| ------- | ------------ | ---------------- | -------------- |
| 500 m   | 43,199 s     | 4. November 2018 | Calgary        |
| 1000 m  | 1:26,162 min | 4. November 2022 | Salt Lake City |
| 1500 m  | 2:19,138 min | 23. Oktober 2021 | Peking         |
| 3000 m  | 5:43,220 min | 24. Januar 2016  | Sotschi        |

### Weltcup-Gesamtplatzierungen
| Saison  | 500 m  | 500 m | 1000 m | 1000 m | 1500 m | 1500 m |
| Saison  | Punkte | Platz | Punkte | Platz  | Punkte | Platz  |
| ------- | ------ | ----- | ------ | ------ | ------ | ------ |
| 2013/14 | 21     | 47.   | 11     | 54.    | 3.309  | 15.    |
| 2014/15 | 1.933  | 30.   | –      | –      | 2.357  | 33.    |
| 2015/16 | 12.576 | 9.    | 2.097  | 41.    | 15.732 | 10.    |
| 2016/17 | –      | –     | –      | –      | 532    | 51.    |
| 2017/18 | 104    | 36.   | 439    | 32.    | 1.312  | 23.    |
| 2018/19 | 1.678  | 30.   | 11.570 | 9.     | 10.536 | 7.     |
| 2019/20 | 577    | 39.   | 225    | 59.    | 2.027  | 33.    |
| 2021/22 | –      | –     | 34     | 45.    | 2.122  | 19.    |
| 2022/23 | –      | –     | 243    | 8.     | 296    | 6.     |